# Machtbasentheorie
Eine Machtbasentheorie ist eine relationale Theorie der Macht, nach welcher ein Akteur A (der Machtüberlegene) deshalb über einen Akteur B (der Machtunterlegene) Macht ausüben kann, weil ihm bestimmte Machtbasen oder Grundlagen der Macht zur Verfügung stehen. Macht wird also nicht als eine absolute Fähigkeit von A verstanden, sondern ist abhängig von Bs Bedarf an der jeweiligen Machtbasis. Im Grunde geht man davon aus, dass A über bestimmte Ressourcen verfügt, die ihm Macht über B verleihen. Mit der Knappheit der Ressource steigt auch ihr Wert im Machterwerb. Sowohl in der Betriebswirtschaftslehre als auch in der verhaltenswissenschaftlichen Sozialforschung sind Machtbasenmodelle, insbesondere das von John R. P. French und Bertram H. Raven, die verbreitetste Theorie der Macht.:16/17

## Ideengeschichte
Eine Machtbasentheorie wurde 1957 zum ersten Mal von dem US-amerikanischen Politikwissenschaftler Robert Alan Dahl veröffentlicht. Ebenfalls 1957 veröffentlichte Herbert A. Simon eine Machtbasentheorie, die der von French und Raven 1959 veröffentlichten sehr ähnlich ist.:16/17
Die Machtbasentheorie erfreut sich seit der Veröffentlichung großer Beliebtheit. Verschiedene weitere Machtbasentheorien mit teils zusätzlichen, teils abweichenden Machtbasen wurden veröffentlicht. Keine konnte die Popularität der Theorie von French und Raven erlangen.

## Machtbasen nach French und Raven
French hatte schon am Massachusetts Institute of Technology mit Kurt Lewin im Research Center for Group Dynamics (RCGD) gearbeitet und war nach Lewins Tod mit dem Institut nach Ann Arbor an die University of Michigan gewechselt. Er forschte mit Bertram Raven an gruppendynamischen Prozessen, insbesondere an Macht in sozialen Beziehungen. Sie identifizierten in ihrer heute als klassisch bezeichneten Studie fünf sogenannte Machtbasen (Ressourcen, bases of power), auf die sich der oder die Machthaber stützen:
Legitime Macht (Legitimacy)
Man lässt sich beeinflussen, wenn man der Ansicht ist, der Beeinflussende habe ein Recht dazu, Entscheidungen oder Verhaltensweisen zu beeinflussen. Die legitime Macht bezieht sich z. B. auf die Macht von Vorgesetzten aufgrund ihrer relativen Position in einer Organisationsstruktur. Legitime Macht ist identisch mit Autorität und ist abhängig von der Überzeugung von Individuen, vom Recht eines Vorgesetzten, seine Stellung innezuhaben, und der Akzeptanz des Stelleninhabers. Legitimation kann auch durch Wahl, Rechtsprechung oder andere Verfahren geschaffen werden. Legitime Macht entspricht dem Begriff der legitimen Herrschaft bei Max Weber.
Macht durch Belohnung (Reward)
Belohnungsmacht hängt von der Fähigkeit des Machtausübenden ab, Belohnungen zu vergeben. Neben materiellen oder finanziellen Belohnungen können auch Aufmerksamkeit, Lob und Zuwendung zur Anwendung kommen. Die Macht durch Belohnung bezieht sich z. B. auf die Möglichkeit von Vorgesetzten, den Mitarbeitenden Vorteile, Wohlstand oder Beförderung zu verschaffen oder ihren Lohn oder Verantwortungsbereich zu vergrößern.
Macht durch Zwang (Coercion)
Macht durch Zwang meint die Ausübung von negativen Einflüssen z. B. durch Degradierung oder Entlassung oder Zurückhaltung von Belohnungen. Der Gehorsam der Abhängigen wird durch den Wunsch nach wertgeschätzten Belohnungen oder die Angst vor deren Versagung erreicht.
Macht durch Identifikation (Referent)
Diese Form der Macht bezieht sich auf die Fähigkeit des Machtausübenden, bei den Bezugspersonen ein Gefühl der Verbundenheit hervorzurufen. Der Machtausübende beeinflusst Einstellungen der Bezugsperson zur Machtperson (zu sich) selbst und damit die Emotionen sowie Ziele und Absichten der Bezugsperson. Sie basiert auf dem Charisma des Machtinhabers. Die zu beeinflussenden Personen wollen sich mit den persönlichen Eigenschaften und Qualitäten des Machtinhabers identifizieren und gewinnen Befriedigung aus ihrer Akzeptanz als Mitläufer und Nachfolger.
Macht durch Wissen (Informational)
Hier entsteht Macht durch situationsbezogenes, wertvolles Wissen des Machtausübenden. Diese Macht der Experten beruht auf deren Fähigkeiten oder Erfahrungen. Anders als die anderen Machtbasen ist diese hochspezifisch und auf den speziellen Bereich eingeschränkt, auf welchem der Experte erfahren und qualifiziert ist (siehe auch: Herrschaftswissen; Macht/Wissen nach Michel Foucault).

## Weitere Theoretiker
Obwohl French und Raven die mit Abstand am häufigsten zitierte Machbasentheorie veröffentlichten, versuchten sich in den folgenden Jahren verschiedene Wissenschaftler an solchen Theorien mit mehr oder weniger ähnlichen Machtbasen.
Herbert A. Simon nennt 1957 vier Machtbasen, Belohnungen und Bestrafungen, Legitimation, das Vertrauen des Machtunterlegenen in das Sachverständnis des Machtüberlegenen und soziale Anerkennung. Die Ähnlichkeit mit der Systematik von French und Raven ist dabei auffällig.:229–235
Herbert C. Kelman entwirft ungefähr zur gleichen Zeit wie French und Raven ein Rahmenmodell, in dem er die Voraussetzungen und Konsequenzen von Einflussprozessen beschreibt.:229–235 Er unterscheidet Unterordnung, Identifikation und Internalisierung, die wiederum auf den Machtgrundlagen Mittelkontrolle, Attraktivität und Glaubwürdigkeit beruhen.:229–235 Seine diesbezüglichen Veröffentlichungen stammen aus 1961 und 1974.
Amitai Etzioni untersuchte ebenfalls 1961 die Gründe, warum sich Menschen in Organisationen anderen unterordneten (engl. compliance). Seiner Meinung nach wirken zwei Faktoren auf die Unterordnung ein:
- Art der verwendeten Machtmittel und
- Art der Einbindung der Organisationsmitglieder

Etzioni wartet mit drei „Machtmitteln“ auf: physische, materielle und symbolische Machtmittel. Das führt nach seiner Darstellung zu drei Arten von Macht in Organisationen:
| Macht- und Organisations- typologie nach Etzioni | Macht- und Organisations- typologie nach Etzioni | Einstellung der Geführten |              |            |
| Macht- und Organisations- typologie nach Etzioni | Macht- und Organisations- typologie nach Etzioni | Moralisch                 | Kalkulierend | Entfremdet |
| Führungs- verhalten                              | Zwang                                            |                           |              |            |
| Führungs- verhalten                              | Nutzen                                           |                           |              |            |
| Führungs- verhalten                              | Normen                                           |                           |              |            |

- Zwang
- utilitaristischer Macht (z. B. ökonomische Sanktionen)
- Überredungsmacht

Diese, nach Etzioni vollständige Analyse betrifft aber nur die Machtmittel. Hinzu kommen drei Arten der Einbindung von Organisationsmitgliedern, die er als moralisch (Verpflichtung gegenüber der Organisation), kalkulierend (abwägende Haltung gegenüber der Mitgliedschaft) und entfremdet (negative Orientierung gegenüber der Organisation) bezeichnet. Etzioni leitet daraus neun Unterordnungsmuster ab, die er obendrein als Typologie für Organisationen betrachtet.
Untersuchungen von Etzionis Schema kommen zu gemischten Ergebnissen.:229–235 Die möglichen Missverständnisse wurden nicht zufriedenstellend geklärt und ließen sich nicht auflösen.:229–235
| Machtbasenvergleich:229–235 |                                                             |
| French und Raven            | Etzioni                                                     |
| Macht durch Belohnung       | positiver Teil utilitaristischer Macht                      |
| Macht durch Bestrafung      | negativer Teil utilitaristischer Macht und Zwang            |
| Macht durch Identifikation  | normative Macht                                             |
| Macht durch Information     | Würde der Überzeugungsmacht entsprechen bleibt aber unklar. |
| Macht durch Legitimation    | keine passende Kategorie vorhanden                          |

Die von Etzioni genannten Machtbasen lassen sich recht gut auf die Typologie von French und Raven abbilden.:229–235 Die Folgerung ist allerdings nicht, dass es neun verschiedene Konfigurationen gibt, sondern dass das Führungspersonal seinen Stil der Unterordnungsart der Mitarbeiter anpassen sollte und so für ein Optimum sorgen muss.:229–235
Dorwin Cartwright kommt 1965 ebenfalls zu einem Schema, das sich nur wenig vom French-Raven-Schema unterscheidet.:229–235 Cartwright selbst stellt den Zusammenhang nur zum Teil her, aber er nennt:
- physische Gewaltmittel
- Information
- Autorität
- Belohnungs- und Bestrafungsmöglichkeiten

Diesen Ressourcen fügt Cartwright noch hinzu:
- ökologische Kontrolle

Gerald Marwell und David R. Schmitt versuchten einen empirischen Zugang zum Phänomen Macht zu finden. Sie ließen Soziologiestudenten aus sechzehn Varianten Lösungen für vier vorgegebene Probleme wählen und werteten das Ergebnis nach Faktoren aus. Dabei identifizierten sie fünf Hauptgruppen:
- belohnende Tätigkeit
- bestrafende Tätigkeit
- Expertenurteil
- Aktivierung unpersönlicher Beteiligung
- Aktivierung persönlicher Beteiligung

Eine Faktorenanalyse zweiter Ordnung sollte die Machtgrundlagen aufdecken, die hinter den Methoden stehen. Dabei wurden zwei Tendenzen gedeckt:
- Tendenz zur Nutzung sozial akzeptierter Methoden
  - Belohnung
  - Sachverständnis
  - Legitimation
- Tendenz zur Nutzung sozial nicht akzeptierter Methoden
  - Zwang und
  - Attraktivität

Auch in dieser Typologie ist die Abweichung zu French-Raven nicht wesentlich.:229–235
William A. Gameson beschäftigte sich mit der Weiterentwicklung von Talcott Parsons Typologie sozialer Kontrolle, die er auf drei Einflussressourcen reduzierte: Zwang, Anreiz und Überzeugung. Die Typologie ähnelt damit der von Etzioni.:229–235 Folgerichtig vereinigte Edward W. Lehmann die beiden Typologien 1969 und bezeichnet sie als utilitaristische, zwanghafte und normative Machtgrundlage.
In der Untersuchung von Einkaufsentscheidungen mit Hilfe der French-Raven-Gliederung kommt Martin Patchen 1974 zu einer etwas abweichenden Gliederung. Er kommt zu den Machtgrundlagen Sachkenntnis, Verfügung über Belohnungen, Verfügung über Bestrafungen, Anerkennung, Legitimität und prozessuale Eingebundenheit. Allerdings fordert Patchen die Kooperation von Machtunterlegenen im Prozess und erweitert damit den Rahmen, den French und Raven für ihre Typologie gesetzt haben.:229–235
1976 nennen James T. Tedeschi und Svenn Lindskold nach mehreren Forschungsarbeiten mit unterschiedlicher Besetzung als Machtbasen Expertise, Status, Ressourcenkontrolle, Vertrauenswürdigkeit und Attraktivität. Man kann die Expertise Tedeschis mit dem Sachverstand French/Raven gleichsetzen und Status mit Legitimation.:229–235 Auffällig ist, dass sie Wechselwirkungen zwischen den Ressourcen aufdecken und beispielsweise Vertrauenswürdigkeit mit der Wirkung von Versprechungen, Drohungen und Sachverstand herstellen.:229–235 Wilfried Krüger untersucht 1976 die French-Raven-Typologie und weitere Machtbasentheorien. Krügers Fazit beschränkt für betriebswirtschaftliche Nutzung die Typologie auf Sanktionen (Belohnung oder Bestrafung) sowie Information einschließlich Sachverständnis. Legitimität, dagegen, betrachtet Krüger nicht als eigenständige Machtbasis, sondern als
Variable anderer Basen.
Hans-Dieter Schneider erkennt 1978 keiner der Typologien als vollständig vertretbar zu. Seiner Interpretation nach kommen French und Raven der Lösung aber am nächsten, wobei er nicht darauf verzichtet, der Aufzählung eine „situative Kontrolle“ hinzuzufügen.
1980 greifen Samuel B. Bacharach und Edward J. Lawler erneut die Typologie von Etzioni auf. Ihrer Meinung nach ist Wissen in der Typologie unterrepräsentiert, sie führen zusätzlich und in Anlehnung an French/Raven Wissen als vierte Machtgrundlage ein. Im gleichen Jahr nehmen sich Rolf Wunderer und Wolfgang Grunwald die French-Raven-Typologie vor und modeln sie nach ihren Bedürfnissen um. Zwang und Belohnung fassen sie in einer Kategorie zusammen, da sie Zwang inhaltlich mit Bestrafung gleichsetzen und tatsächlichen Zwang demgegenüber vernachlässigen.
1982 übernahm Charles Lattmann die French-Raven-Typologie und fügte ohne weitere Erklärung noch die Kategorie „Macht der Idee“ hinzu.
Kanadas Management-Guru Henry Mintzberg erarbeitete 1983 eine eigene Machtressourcentheorie. Seine Gliederung nennt fünf allgemeine Machtgrundlagen: Kontrolle einer materiellen Ressource, technische Fähigkeiten (z. B. Reparaturen), Wissen, formale Legitimität sowie als fünfte Ressource Zugang zu Personen mit mindestens einer der vier erstgenannten Grundlagen. Seine Arbeit verbindet somit die Machtressourcen mit der Koalitionstheorie. Ebenfalls 1983 greift John Kenneth Galbraith erneut Etzionis Gliederung auf, ändert aber wenig außer der Terminologie.

## Kritik an den Machtbasen
Konzeptionelle Kritik lässt es nach Karl Sandner fraglich erscheinen, ob die Machtbasen nach French und Raven überhaupt eine vollständige Analyse bieten.:24 Die innere Logik des Konstrukts erscheint ihm fraglich.:24 Die Komplexität einer Organisation konnte in den sozialpsychologischen Laborversuchen nicht eingeschlossen werden, so dass das Modell einem „behavioristischem Reduktionismus“ unterliegt.:24 Die Verbreitung des Modells erklärt sich nach Sandners Meinung aus der „einfachen“ und „plakativen“ Botschaft: Es gibt n Machtbasen und wer sie besitzt, verfügt über die Macht.:24
Immerhin anerkennt Sandner die Verschiebung vom absolutistischen Machtanspruch eines Max Weber („Macht bedeutet jede Chance, innerhalb einer sozialen Beziehung den eigenen Willen auch gegen Widerstreben durchzusetzen, gleichviel worauf diese Chance beruht.“) Dabei lobt er::25
- Übersichtlichkeit
- Alltagsplausibilität
- Instrumentalität

Die von ihm aufgedeckten Schwächen wiegen dagegen schwerer::25
- unklare Selektionskriterien für die wichtigen Machtgrundlagen
- die fehlende Abgrenzung zwischen den Machtgrundlagen
- die weitgehende Verwechselung von Grundlagen der Macht mit ihren Voraussetzungen
- der fehlende Einbezug von Voraussetzungen für Machtgrundlagen in das Machtmodell
- der schwachen Einbindung des B (Machtunterlegenen) in den Prozess und dadurch einer Verzerrung der Verhältnisse
- mangelnde empirische Evidenz für ein Unterordnungsverhalten auf der Grundlage von Machtbasen, wobei Sandner abschwächend hinzufügt, dass methodische Unzulänglichkeiten im Versuchsaufbau zu diesen Mängeln geführt haben könnten.